# Michał Hordyński
Michał (Tadeusz) Hordyński herbu Sas – łowczy żydaczowski w latach 1769-1771, wojski żydaczowski w latach 1760-1769, sędzia grodzki żydaczowski w 1760 roku, wicegerent grodzki lwowski w latach 1759-1763, sędzia kapturowy powiatu żydaczowskiego w 1764 roku.